# Hakim Fuzajlow
Hakim Fuzajlow ros. Хаким Каюмович Фузайлов, Chakim Kajumowicz Fuzajłow (ur. 12 sierpnia 1964 w Kurgonteppa, Tadżycka SRR) – tadżycki piłkarz, grający na pozycji obrońcy, reprezentant Tadżykistanu, trener piłkarski. Ma również obywatelstwo rosyjskie.

## Kariera piłkarska

### Kariera klubowa
Wychowanek klubu Wachsz Kurgonteppa, w barwach którego w 1982 rozpoczął karierę piłkarską. Po zakończeniu służby wojskowej w 1986 został piłkarzem Pomira Duszanbe, z którym w 1989 awansował do Wyższej Ligi ZSRR. W 1992 przeszedł do Lokomotiwu Moskwa. W 1995 roku odszedł do Arsenału Tuła, w której w 1997 zakończył karierę piłkarską.

### Kariera reprezentacyjna
W latach 1992–1996 wystąpił w 6 meczach reprezentacji Tadżykistanu i strzelił 1 gola.

## Kariera trenerska
Po zakończeniu kariery piłkarskiej rozpoczął pracę trenerską. W latach 1998–2003 prowadził uzbeckie zespoły FK Buxoro, Dinamo Samarkanda i FK Andijan. W 2004 trenował Titan Moskwa. W 2005 najpierw pomagał trenować, a potem objął stanowisko głównego trenera klubu Lokomotiw Kaługa. Potem pracował jako trener skaut w klubach FK Rostów i Lokomotiw Moskwa.

## Sukcesy i odznaczenia

### Sukcesy klubowe
- mistrz Pierwszej ligi ZSRR: 1988
- mistrz Tadżykistanu: 1992
- brązowy medalista Mistrzostw Rosji: 1994

### Sukcesy trenerskie
- finalista Pucharu Uzbekistanu: 2000

### Sukcesy indywidualne
- wybrany do listy 33 najlepszych piłkarzy roku w Rosji: Nr 2 (1992)

### Odznaczenia
- tytuł Mistrza Sportu ZSRR